# Szlovénia a 2008. évi nyári olimpiai játékokon
Szlovénia a kínai Pekingben megrendezett 2008. évi nyári olimpiai játékok egyik  részt vevő nemzete volt. Az országot az olimpián 11 sportágban 61 sportoló képviselte, akik összesen 5 érmet szereztek.
A csapat zászlóvivője a nyitóünnepségen Urška Žolnir volt, aki a 2004-es athéni olimpián cselgáncsban bronzérmet nyert hazájának.

## Érmesek
| Érem  | Versenyző       | Sportág       | Versenyszám                 |
| ----- | --------------- | ------------- | --------------------------- |
| Arany | Primož Kozmus   | Atlétika      | Férfi kalapácsvetés         |
| Ezüst | Sara Isakovič   | Úszás         | Női 200 m gyors             |
| Ezüst | Vasilij Žbogar  | Vitorlázás    | Férfi laser                 |
| Bronz | Lucija Polavder | Cselgáncs     | Női nehézsúly               |
| Bronz | Rajmond Debevec | Sportlövészet | Férfi sportpuska, összetett |

## Asztalitenisz
Férfi
| Versenyző   | Versenyszám | Selejtező         | 64-es főtábla     | 48-as főtábla                                                    | 32-es főtábla                               | Nyolcaddöntő      | Negyeddöntő       | Elődöntő          | Döntő             | Helyezés |
| Versenyző   | Versenyszám | Ellenfél Eredmény | Ellenfél Eredmény | Ellenfél Eredmény                                                | Ellenfél Eredmény                           | Ellenfél Eredmény | Ellenfél Eredmény | Ellenfél Eredmény | Ellenfél Eredmény | Helyezés |
| ----------- | ----------- | ----------------- | ----------------- | ---------------------------------------------------------------- | ------------------------------------------- | ----------------- | ----------------- | ----------------- | ----------------- | -------- |
| Bojan Tokič | Egyes       |                   |                   | Mihai Bobocica (ITA) · 14-12, 6-11, 5-11, 11-8, 11-9, 8-11, 11-6 | Ma Lin (CHN) · 5-11, 6-11, 8-11, 11-9, 5-11 | kiesett           | kiesett           | kiesett           | kiesett           | 17.      |

## Atlétika
Férfi
| Versenyző       | Versenyszám    | Előfutam | Előfutam | Előfutam | Negyeddöntő                | Negyeddöntő                | Negyeddöntő                | Elődöntő | Elődöntő | Elődöntő | Döntő   | Döntő    |
| Versenyző       | Versenyszám    | Idő      | Hely.    | Össz.    | Idő                        | Hely.                      | Össz.                      | Idő      | Hely.    | Össz.    | Idő     | Helyezés |
| --------------- | -------------- | -------- | -------- | -------- | -------------------------- | -------------------------- | -------------------------- | -------- | -------- | -------- | ------- | -------- |
| Matic Osovnikar | 100 m          | 10,46    | 3.       | 38.***   | 10,24                      | 6.                         | 22.*                       | kiesett  | kiesett  | kiesett  | kiesett | kiesett  |
| Matic Osovnikar | 200 m          | 20,89    | 4.       | 31.      | 20,95                      | 8.                         | 27.                        | kiesett  | kiesett  | kiesett  | kiesett | kiesett  |
| Damjan Zlatnar  | 110 m gát      | 13,84    | 7.       | 32.      | sérülés miatt visszalépett | sérülés miatt visszalépett | sérülés miatt visszalépett | kiesett  | kiesett  | kiesett  | kiesett | kiesett  |
| Boštjan Buč     | 3000 m akadály | 8:21,24  | 8.       | 11.      |                            |                            |                            |          |          |          | kiesett | kiesett  |
| Roman Kejžar    | Maraton        |          |          |          |                            |                            |                            |          |          |          | 2:29:37 | 67.      |

| Versenyző      | Versenyszám   | Selejtező | Selejtező | Döntő    | Döntő    |
| Versenyző      | Versenyszám   | Eredmény  | Helyezés  | Eredmény | Helyezés |
| -------------- | ------------- | --------- | --------- | -------- | -------- |
| Rožle Prezelj  | Magasugrás    | 225 cm    | 9.**      | 220 cm   | 12.      |
| Primož Kozmus  | Kalapácsvetés | 79,44 m   | 3.        | 82,02    |          |
| Matija Kranjc  | Gerelyhajítás | 71,00 m   | 31.       | kiesett  | kiesett  |
| Miran Vodovnik | Súlylökés     | 19,81 m   | 20.       | kiesett  | kiesett  |
| Jurij Rovan    | Rúdugrás      | 530 cm    | 32.       | kiesett  | kiesett  |

| Versenyző    | Versenyszám | 100 m | 100 m | Távolugrás | Távolugrás | Súlylökés | Súlylökés | Magasugrás | Magasugrás | 400 m | 400 m | 110 m gát | 110 m gát | Diszkoszvetés | Diszkoszvetés | Rúdugrás | Rúdugrás | Gerelyhajítás | Gerelyhajítás | 1500 m  | 1500 m | Végeredmény | Végeredmény |
| Versenyző    | Versenyszám | Idő   | Pont  | Eredmény   | Pont       | Eredmény  | Pont      | Eredmény   | Pont       | Idő   | Pont  | Idő       | Pont      | Eredmény      | Pont          | Eredmény | Pont     | Eredmény      | Pont          | Idő     | Pont   | Pont        | Helyezés    |
| ------------ | ----------- | ----- | ----- | ---------- | ---------- | --------- | --------- | ---------- | ---------- | ----- | ----- | --------- | --------- | ------------- | ------------- | -------- | -------- | ------------- | ------------- | ------- | ------ | ----------- | ----------- |
| Damjan Sitar | Tízpróba    | 11,21 | 814   | 725 cm     | 874        | 12,41 m   | 631       | 205 cm     | 850        | 50,10 | 810   | 15,03     | 846       | 39,25 m       | 649           | 400 cm   | 617      | 47,23 m       | 548           | 4:37,37 | 697    | 7336        | 23.         |

Női
| Versenyző          | Versenyszám | Előfutam | Előfutam | Előfutam | Negyeddöntő | Negyeddöntő | Negyeddöntő | Elődöntő | Elődöntő | Elődöntő | Döntő   | Döntő    |
| Versenyző          | Versenyszám | Idő      | Hely.    | Össz.    | Idő         | Hely.       | Össz.       | Idő      | Hely.    | Össz.    | Idő     | Helyezés |
| ------------------ | ----------- | -------- | -------- | -------- | ----------- | ----------- | ----------- | -------- | -------- | -------- | ------- | -------- |
| Pia Tajnikar       | 100 m       | 11,82    | 5.       | 49.*     | kiesett     | kiesett     | kiesett     | kiesett  | kiesett  | kiesett  | kiesett | kiesett  |
| Sabina Veit        | 200 m       | 23,62    | 5.       | 34.*     | kiesett     | kiesett     | kiesett     | kiesett  | kiesett  | kiesett  | kiesett | kiesett  |
| Brigita Langerholc | 800 m       | 2:00,13  | 3.       | 8.       |             |             |             | 2:00,00  | 7.       | 18.      | kiesett | kiesett  |
| Sonja Roman        | 1500 m      | 4:08,52  | 8.       | 15.      |             |             |             |          |          |          | kiesett | kiesett  |

| Versenyző                | Versenyszám   | Selejtező | Selejtező | Döntő    | Döntő    |
| Versenyző                | Versenyszám   | Eredmény  | Helyezés  | Eredmény | Helyezés |
| ------------------------ | ------------- | --------- | --------- | -------- | -------- |
| Nina Kolarič             | Távolugrás    | 640 cm    | 26.       | kiesett  | kiesett  |
| Marija Martinović-Šestak | Hármasugrás   | 14,44 m   | 9.        | 15,03 m  | 6.       |
| Martinka Ratej           | Gerelyhajítás | 55,30 m   | 37.       | kiesett  | kiesett  |

* - egy másik versenyzővel azonos időt ért el

** - két másik versenyzővel azonos eredményt ért el

*** - négy másik versenyzővel azonos időt ért el

## Cselgáncs
Férfi
| Versenyző    | Versenyszám | Selejtező                     | 32-es főtábla                             | Nyolcaddöntő      | Negyeddöntő       | Elődöntő          | Vigaszág első kör | Vigaszág negyeddöntő | Vigaszág elődöntő | Bronz- mérkőzés   | Döntő             | Helyezés |
| Versenyző    | Versenyszám | Ellenfél Eredmény             | Ellenfél Eredmény                         | Ellenfél Eredmény | Ellenfél Eredmény | Ellenfél Eredmény | Ellenfél Eredmény | Ellenfél Eredmény    | Ellenfél Eredmény | Ellenfél Eredmény | Ellenfél Eredmény | Helyezés |
| ------------ | ----------- | ----------------------------- | ----------------------------------------- | ----------------- | ----------------- | ----------------- | ----------------- | -------------------- | ----------------- | ----------------- | ----------------- | -------- |
| Rok Drakšič  | Légsúly     |                               | Maszud Hádzsi Áhóndzáde (IRI) · 0010-0110 | kiesett           | kiesett           | kiesett           |                   |                      |                   |                   |                   | 21.      |
| Aljaž Sedej  | Váltósúly   |                               | Hámed Malek Mohammadi (IRI) · 0000-1000   | kiesett           | kiesett           | kiesett           |                   |                      |                   |                   |                   | 21.      |
| Matjaž Ceraj | Nehézsúly   | Jurij Ribak (BLR) · 0000-1000 | kiesett                                   | kiesett           | kiesett           | kiesett           |                   |                      |                   |                   |                   | 33.      |

Női
| Versenyző       | Versenyszám | Selejtező                       | Nyolcaddöntő                       | Negyeddöntő                               | Elődöntő                      | Vigaszág első kör                   | Vigaszág negyeddöntő               | Vigaszág elődöntő                        | Bronz- mérkőzés              | Döntő             | Helyezés |
| Versenyző       | Versenyszám | Ellenfél Eredmény               | Ellenfél Eredmény                  | Ellenfél Eredmény                         | Ellenfél Eredmény             | Ellenfél Eredmény                   | Ellenfél Eredmény                  | Ellenfél Eredmény                        | Ellenfél Eredmény            | Ellenfél Eredmény | Helyezés |
| --------------- | ----------- | ------------------------------- | ---------------------------------- | ----------------------------------------- | ----------------------------- | ----------------------------------- | ---------------------------------- | ---------------------------------------- | ---------------------------- | ----------------- | -------- |
| Urška Žolnir    | Váltósúly   | Lucie Décosse (FRA) · 0000-1010 |                                    |                                           |                               | Alice Schlesinger (ISR) · 1001-0000 | Anna von Harnier (GER) · 0200-0000 | Elisabeth Willeboordse (NED) · 0000-0001 | kiesett                      |                   | 7.       |
| Lucija Polavder | Nehézsúly   |                                 | Gulzsan Iszanova (KAZ) · 1000-0001 | Dordzsgotovín Cerenhand (MGL) · 1100-0000 | Cukada Maki (JPN) · 0000-1010 |                                     |                                    |                                          | Kim Najong (KOR) · 0001-0000 |                   |          |

## Evezés
Férfi
| Versenyző                                              | Versenyszám              | Előfutam | Előfutam | Vigaszág | Vigaszág | Elődöntő | Elődöntő | Elődöntő | Döntő   | Döntő   | Döntő   | Helyezés |
| Versenyző                                              | Versenyszám              | Idő      | Hely.    | Idő      | Hely.    | Típus    | Idő      | Hely.    | Típus   | Idő     | Hely.   | Helyezés |
| ------------------------------------------------------ | ------------------------ | -------- | -------- | -------- | -------- | -------- | -------- | -------- | ------- | ------- | ------- | -------- |
| Iztok Čop Luka Špik                                    | Kétpárevezős             | 6:39,49  | 3.       |          |          | A/B      | 6:23,81  | 2.       | A       | 6:33,96 | 6.      | 6.       |
| Gašper Fistravec Janez Jurše Jernej Jurše Janez Zupanc | Négypárevezős            | 5:57,02  | 4.       | 6:12,64  | 4.       | kiesett  | kiesett  | kiesett  | kiesett | kiesett | kiesett | 13.      |
| Rok Kolander Miha Pirih Tomaž Pirih Rok Rozman         | Kormányos nélküli négyes | 6:03,78  | 3.       |          |          | A/B      | 5:56,08  | 1.       | A       | 6:11,62 | 4.      | 4.       |

## Kajak-kenu

### Síkvízi
Férfi
| Versenyző              | Versenyszám        | Előfutam | Előfutam | Előfutam | Elődöntő | Elődöntő | Elődöntő | Döntő   | Döntő    |
| Versenyző              | Versenyszám        | Idő      | Hely.    | Össz.    | Idő      | Hely.    | Össz.    | Idő     | Helyezés |
| ---------------------- | ------------------ | -------- | -------- | -------- | -------- | -------- | -------- | ------- | -------- |
| Jernej Zupančič Regent | Kajak egyes 1000 m | 3:33,289 | 4.       | 11.      | 3:41,730 | 6.       | 12.      | kiesett | kiesett  |

Női
| Versenyző         | Versenyszám       | Előfutam | Előfutam | Előfutam | Elődöntő | Elődöntő | Elődöntő | Döntő    | Döntő    |
| Versenyző         | Versenyszám       | Idő      | Hely.    | Össz.    | Idő      | Hely.    | Össz.    | Idő      | Helyezés |
| ----------------- | ----------------- | -------- | -------- | -------- | -------- | -------- | -------- | -------- | -------- |
| Špela Ponomarenko | Kajak egyes 500 m | 1:49,973 | 3.       | 6.       | 1:53,812 | 3.       | 8.       | 1:52,363 | 6.       |

### Szlalom
Férfi
| Versenyző    | Versenyszám | Selejtező | Selejtező | Selejtező | Selejtező | Selejtező  | Selejtező  | Elődöntő | Elődöntő | Döntő   | Döntő   | Összesítés | Összesítés |
| Versenyző    | Versenyszám | 1. futam  | 1. futam  | 2. futam  | 2. futam  | Összesítés | Összesítés | Elődöntő | Elődöntő | Döntő   | Döntő   | Összesítés | Összesítés |
| Versenyző    | Versenyszám | Pont      | Hely.     | Pont      | Hely.     | Pont       | Hely.      | Pont     | Hely.    | Pont    | Hely.   | Pont       | Helyezés   |
| ------------ | ----------- | --------- | --------- | --------- | --------- | ---------- | ---------- | -------- | -------- | ------- | ------- | ---------- | ---------- |
| Peter Kauzer | Kajak egyes | 81,79     | 1.        | 84,70     | 5.        | 166,49     | 1.         | 89,42    | 13.      | kiesett | kiesett | kiesett    | kiesett    |

## Kerékpározás

### Hegyi-kerékpározás
| Versenyző       | Versenyszám      | Idő           | Helyezés |
| --------------- | ---------------- | ------------- | -------- |
| Blaža Klemenčič | Női terepverseny | 1 kör hátrány | 21.      |

### Országúti kerékpározás
Férfi
| Versenyző      | Versenyszám   | Idő                   | Helyezés      |
| -------------- | ------------- | --------------------- | ------------- |
| Tadej Valjavec | Mezőnyverseny | 6:26:17 (+2:28)       | 34.           |
| Jure Golčer    | Mezőnyverseny | 6:34:26 (+10:37)      | 60.           |
| Borut Božič    | Mezőnyverseny | nem ért célba         | nem ért célba |
| Simon Špilak   | Mezőnyverseny | nem ért célba         | nem ért célba |
| Simon Špilak   | Időfutam      | 1:07:34,86 (+5:23,43) | 27.           |

Női
| Versenyző     | Versenyszám   | Idő             | Helyezés |
| ------------- | ------------- | --------------- | -------- |
| Sigrid Corneo | Mezőnyverseny | 3:39:29 (+7:05) | 49.      |

## Sportlövészet
Férfi
| Versenyző       | Versenyszám           | Selejtező | Selejtező | Döntő   | Döntő    |
| Versenyző       | Versenyszám           | Pont      | Helyezés  | Pont    | Helyezés |
| --------------- | --------------------- | --------- | --------- | ------- | -------- |
| Rajmond Debevec | Légpuska              | 589       | 31.       | kiesett | kiesett  |
| Rajmond Debevec | Sportpuska, fekvő     | 592       | 21.       | kiesett | kiesett  |
| Rajmond Debevec | Sportpuska, összetett | 1176      | 1.        | 1271,7  |          |

## Tollaslabda
Női
| Versenyző  | Versenyszám | Selejtező         | 32-es főtábla                    | Nyolcaddöntő      | Negyeddöntő       | Elődöntő          | Bronz- mérkőzés   | Döntő             | Helyezés |
| Versenyző  | Versenyszám | Ellenfél Eredmény | Ellenfél Eredmény                | Ellenfél Eredmény | Ellenfél Eredmény | Ellenfél Eredmény | Ellenfél Eredmény | Ellenfél Eredmény | Helyezés |
| ---------- | ----------- | ----------------- | -------------------------------- | ----------------- | ----------------- | ----------------- | ----------------- | ----------------- | -------- |
| Maja Tvrdy | Egyes       |                   | Volha Konan (BLR) · 17-21, 14-21 | kiesett           | kiesett           | kiesett           | kiesett           | kiesett           | 17.      |

## Torna
Férfi
| Versenyző       | Versenyszám      | Selejtező | Selejtező | Döntő    | Döntő    |
| Versenyző       | Versenyszám      | Pontszám  | Helyezés  | Pontszám | Helyezés |
| --------------- | ---------------- | --------- | --------- | -------- | -------- |
| Mitja Petkovšek | Korlát           | 16,125    | 5.        | 15,725   | 5.       |
| Mitja Petkovšek | Egyéni összetett | 16,125    | 97.       | kiesett  | kiesett  |

Női
| Versenyző  | Versenyszám      | Selejtező | Selejtező | Döntő    | Döntő    |
| Versenyző  | Versenyszám      | Pontszám  | Helyezés  | Pontszám | Helyezés |
| ---------- | ---------------- | --------- | --------- | -------- | -------- |
| Adela Sajn | Talaj            | 13,700    | 63.       | kiesett  | kiesett  |
| Adela Sajn | Gerenda          | 14,100    | 55.       | kiesett  | kiesett  |
| Adela Sajn | Egyéni összetett | 27,800    | 90.       | kiesett  | kiesett  |

## Úszás
Férfi
| Versenyző      | Versenyszám    | Előfutam                   | Előfutam                   | Előfutam                   | Elődöntő                   | Elődöntő                   | Elődöntő                   | Döntő                      | Döntő                      |
| Versenyző      | Versenyszám    | Idő                        | Hely.                      | Össz.                      | Idő                        | Hely.                      | Össz.                      | Idő                        | Helyezés                   |
| -------------- | -------------- | -------------------------- | -------------------------- | -------------------------- | -------------------------- | -------------------------- | -------------------------- | -------------------------- | -------------------------- |
| Jernej Godec   | 50 m gyors     | 22,21                      | 1.                         | 18.                        | kiesett                    | kiesett                    | kiesett                    | kiesett                    | kiesett                    |
| Peter Mankoč   | 100 m gyors    | 49,33                      | 3.                         | 31.                        | kiesett                    | kiesett                    | kiesett                    | kiesett                    | kiesett                    |
| Peter Mankoč   | 100 m pillangó | 51,24                      | 4.                         | 5.                         | 51,80                      | 5.                         | 10.                        | kiesett                    | kiesett                    |
| Damir Dugonjič | 100 m mell     | 1:00,35                    | 1.                         | 9.                         | 1:00,92                    | 8.                         | 16.                        | kiesett                    | kiesett                    |
| Matjaž Markič  | 100 m mell     | 1:01,31                    | 3.                         | 24.*                       | kiesett                    | kiesett                    | kiesett                    | kiesett                    | kiesett                    |
| Luka Turk      | 200 m gyors    | sérülés miatt visszalépett | sérülés miatt visszalépett | sérülés miatt visszalépett | sérülés miatt visszalépett | sérülés miatt visszalépett | sérülés miatt visszalépett | sérülés miatt visszalépett | sérülés miatt visszalépett |
| Luka Turk      | 400 m gyors    | sérülés miatt visszalépett | sérülés miatt visszalépett | sérülés miatt visszalépett | sérülés miatt visszalépett | sérülés miatt visszalépett | sérülés miatt visszalépett | sérülés miatt visszalépett | sérülés miatt visszalépett |
| Luka Turk      | 1500 m gyors   | sérülés miatt visszalépett | sérülés miatt visszalépett | sérülés miatt visszalépett | sérülés miatt visszalépett | sérülés miatt visszalépett | sérülés miatt visszalépett | sérülés miatt visszalépett | sérülés miatt visszalépett |

Női
| Versenyző     | Versenyszám      | Előfutam                                 | Előfutam                                 | Előfutam                                 | Elődöntő                                 | Elődöntő                                 | Elődöntő                                 | Döntő                                    | Döntő                                    |
| Versenyző     | Versenyszám      | Idő                                      | Hely.                                    | Össz.                                    | Idő                                      | Hely.                                    | Össz.                                    | Idő                                      | Helyezés                                 |
| ------------- | ---------------- | ---------------------------------------- | ---------------------------------------- | ---------------------------------------- | ---------------------------------------- | ---------------------------------------- | ---------------------------------------- | ---------------------------------------- | ---------------------------------------- |
| Anja Čarman   | 100 m hát        | 1:02,21                                  | 3.*                                      | 26.*                                     | kiesett                                  | kiesett                                  | kiesett                                  | kiesett                                  | kiesett                                  |
| Anja Čarman   | 200 m hát        | 2:10,49                                  | 5.                                       | 15.                                      | 2:12,46                                  | 8.                                       | 16.                                      | kiesett                                  | kiesett                                  |
| Sara Isakovič | 200 m gyors      | 1:55,86 OR                               | 1.                                       | 2.                                       | 1:56,50                                  | 1.                                       | 1.                                       | 1:54,97                                  |                                          |
| Sara Isakovič | 100 m pillangó   | 58,68                                    | 5.                                       | 20.                                      | kiesett                                  | kiesett                                  | kiesett                                  | kiesett                                  | kiesett                                  |
| Sara Isakovič | 200 m pillangó   | a 200 m gyors döntője miatt visszalépett | a 200 m gyors döntője miatt visszalépett | a 200 m gyors döntője miatt visszalépett | a 200 m gyors döntője miatt visszalépett | a 200 m gyors döntője miatt visszalépett | a 200 m gyors döntője miatt visszalépett | a 200 m gyors döntője miatt visszalépett | a 200 m gyors döntője miatt visszalépett |
| Anja Klinar   | 200 m vegyes     | 2:15,39                                  | 4.                                       | 25.                                      | kiesett                                  | kiesett                                  | kiesett                                  | kiesett                                  | kiesett                                  |
| Anja Klinar   | 400 m vegyes     | 4:38,90                                  | 6.                                       | 16.                                      |                                          |                                          |                                          | kiesett                                  | kiesett                                  |
| Nina Sovinek  | 50 m gyors       | 26,49                                    | 4.                                       | 43.                                      | kiesett                                  | kiesett                                  | kiesett                                  | kiesett                                  | kiesett                                  |
| Nina Sovinek  | 100 m gyors      | 57,30                                    | 8.                                       | 44.                                      | kiesett                                  | kiesett                                  | kiesett                                  | kiesett                                  | kiesett                                  |
| Teja Zupan    | 10 km nyílt vízi |                                          |                                          |                                          |                                          |                                          |                                          | 1:59:43,7                                | 12.                                      |

* - egy másik versenyzővel azonos időt ért el

OR - Olimpiai rekord

## Vitorlázás
Férfi
| Versenyző                   | Versenyszám    | Futam | Futam | Futam | Futam | Futam | Futam    | Futam | Futam | Futam | Futam | Futam | Pontszám | Helyezés |
| Versenyző                   | Versenyszám    | 1     | 2     | 3     | 4     | 5     | 6        | 7     | 8     | 9     | 10    | É     | Pontszám | Helyezés |
| --------------------------- | -------------- | ----- | ----- | ----- | ----- | ----- | -------- | ----- | ----- | ----- | ----- | ----- | -------- | -------- |
| Vasilij Žbogar              | Laser          | 24    | 4     | 14    | 6     | 2     | 11       | 18    | 1     | 11    |       | 4     | 71       |          |
| Karlo Hmeljak Mitja Nevečny | 470-es osztály | 3     | 11    | 19    | 10    | 18    | kizárták | 25    | 20    | 25    | 8     | -     | 139      | 18.      |

Női
| Versenyző                  | Versenyszám    | Futam    | Futam | Futam | Futam | Futam | Futam | Futam | Futam | Futam | Futam | Futam | Pontszám | Helyezés |
| Versenyző                  | Versenyszám    | 1        | 2     | 3     | 4     | 5     | 6     | 7     | 8     | 9     | 10    | É     | Pontszám | Helyezés |
| -------------------------- | -------------- | -------- | ----- | ----- | ----- | ----- | ----- | ----- | ----- | ----- | ----- | ----- | -------- | -------- |
| Vesna Dekleva Klara Maučec | 470-es osztály | kizárták | 3     | 8     | 16    | 12    | 3     | 15    | 18    | 14    | 3     | -     | 92       | 13.      |

Nyílt
| Versenyző     | Versenyszám | Futam | Futam | Futam | Futam | Futam | Futam | Futam | Futam | Futam | Futam | Futam | Pontszám | Helyezés |
| Versenyző     | Versenyszám | 1     | 2     | 3     | 4     | 5     | 6     | 7     | 8     | 9     | 10    | É     | Pontszám | Helyezés |
| ------------- | ----------- | ----- | ----- | ----- | ----- | ----- | ----- | ----- | ----- | ----- | ----- | ----- | -------- | -------- |
| Gašper Vinčec | Finn dingi  | 9     | 11    | 6     | 5     | 3     | 13    | 8     | 10    |       |       | 20    | 72       | 7.       |

É - éremfutam